# Rupia pakistaní
La rupia (en urdu: روپیہ‎, en inglés: Pakistani rupee) es la unidad monetaria de Pakistán. La emisión de las monedas y billetes es controlada por el Banco del Estado de Pakistán. El símbolo de uso general para la rupia es "Rs", usado en recibos al comprar mercancías y servicios. En Pakistán, a la rupia se la conoce como rupaya, rupees o rupaye. Al igual que en la India, para las grandes cantidades denominadas en cientos de miles, se utiliza el sistema de numeración india: lakh y crores.

## Historia
El origen de la palabra "rupia" se encuentra en los términos sánscritos rūp o rūpā, que significan "plata". La palabra sánscrita rūpyakam (रूप्यक), significa "moneda de plata". La palabra derivada, rūpaya, fue utilizada para referirse a la moneda introducida por el emperador Sher Shah Suri durante su reinado entre los años 1540 y 1545 a. C.
La rupia pakistaní fue puesta en circulación tras la independencia del Raj británico en 1947. Durante los primeros meses posteriores a la independencia, Pakistán utilizó monedas indias y los billetes fueron estampados para distinguirlos de los billetes indios. Las primeras monedas y billetes fueron emitidos en 1948. Al igual que la rupia india, se dividió en 16 annas (آن); cada anna se dividía en 4 pice (پيس) y cada pice se subdividía en 3 pies (پاى). La rupia pakistaní fue decimalizada en 1961, dividiéndose en 100 pice. Más tarde, las monedas de pice fueron sustituidas por una serie con leyendas en urdú, en la que la rupia se dividía en 100 paise. Sin embargo, desde 1994 las paise se han dejado de acuñar.

## Monedas
En 1948, las monedas fueron introducidas en denominaciones de 1 pice, ½, 1 y 2 annas, ¼, ½ y 1 rupia. Las monedas de 1 pie fueron agregadas en 1951. En 1961, se acuñaron monedas de 1, 5 y 10 pice, pero se retiraron de la circulación más adelante sustituidas por las monedas de 1, 5 y 10 paise. En 1963, se introdujeron monedas de 10 y 25 paise, seguidas por la de paise 2 el año siguiente. Las monedas de 2 paise se dejaron de emitir en 1976 y las monedas de 1 paisa dejaron de acuñarse en 1979. Los valores de 5, 10, 25 y 50 dejaron de emitirse en 1994.
Las actuales monedas circulantes consisten en valores de 1 rupia reintroducida en 1998, seguidas de las de 2 rupias el mismo año, en 2002 se agregó la moneda de 5 rupias y el 24 de octubre de 2016 se introdujeron al curso legal monedas con la denominación de 10 rupias.

## Billetes
En 1947, se introdujeron billetes provisionales de la India en denominaciones de 1, 2, 5, 10 y 100 rupias con sobreimpresiones con el texto "Gobierno de Pakistán" en inglés y en urdu. Las emisiones regulares de billetes comenzaron en 1948 en denominaciones de 1, 5, 10 y 100 rupias. El gobierno continuó emitiendo billetes de 1 rupia hasta los años 80. Solamente se emitieron en 1953 unos pocos billetes de 2 rupias. En 1957, se agregaron billetes de 50 rupias, y los billetes de 2 rupias se reintrodujeron en 1985. En 1986, se imprimieron billetes de 500 rupias, seguidas por billetes de 1.000 rupias al año siguiente. Los billetes de 2 y 5 rupias fueron sustituidos por monedas en 1998 y 2002 de las mismas denominaciones. En 2005 se introdujeron billetes de 20 rupias, y un año más tarde denominaciones de 5.000 rupias.
Todos los billetes, a excepción de los de 1 y 2 rupias, portan un retrato de Muhammad Ali Jinnah en el anverso junto con una frase en urdú. Los reversos de los billetes varían en diseño y tienen texto en inglés. El tamaño y el color de los billetes cambia de unos a otros; los de denominaciones más grandes son más largos que los de valores más pequeños.

## Billetes para elHajj
Debido al gran número de peregrinos que viajaban a La Meca, en Arabia Saudita, durante los años 1950, el Banco del Estado de Pakistán proporcionó pequeños establecimientos de cambio para los peregrinos del Hajj. Para facilitar este cambio de divisas, se introdujeron billetes especiales para que los peregrinos los utilizasen. El uso de estos billetes se mantuvo hasta 1994.